# Tołmaczewo (obwód brzeski)
Tołmaczewo (biał. Талмачава; ros. Толмачево) – wieś na Białorusi, w obwodzie brzeskim, w rejonie stolińskim, w sielsowiecie Maleszewo Wielkie.
Znajduje się tu parafialna cerkiew prawosławna pw. Narodzenia Pańskiego.

## Historia
W dwudziestoleciu międzywojennym leżało w Polsce, w województwie poleskim, w powiecie stolińskim, w gminie Chorsk, przy granicy ze Związkiem Sowieckim.
W latach 1926–1939 znajdowała się tu strażnica KOP „Tołmaczewo”.
Po II wojnie światowej Tołmaczewo znalazło się w granicach Związku Sowieckiego. Od 1991 w niepodległej Białorusi.